# Women's Weapons
Women's Weapons é um filme mudo do gênero comédia dramática, produzido nos Estados Unidos e lançado em 1918.